# Gastroxides
Gastroxides (лат.) — ориентальный род слепней из подсемейства Chrysopsinae и трибы Rhinomyzini. Название рода происходит от др.-греч. γαστήρ — «брюхо» и όξύ — «острый» и указывает на характерную для этого рода слепней форму брюшка.

## Внешнее строение
Чёрные слепни длиной тела от 16 до 18 мм. Строение хоботка у самок типично для кровососущих видов, но случаев нападения на человека наблюдалось. Глаза у самок широко расставлены. Лобная полоса — морщинистая с выпуклой мозолю, по краям покрыта войлочным налётом. У самцов глаза соприкасаются на значительном протяжении, у самцов лоб — блестящий. Усики длиннее головы. Основной членик усиков в три раза длиннее своей ширины, второй членик в два раза короче первого, третий членик разветвлён у основания и равен по длине первым двум. Щупики у самок расширены, блестящие, у самцов — цилиндрические. Теменной бугорок у самок выпуклый и блестящий с тремя простыми глазками образующими равносторонний треугольник. Среднеспинка шире головы. Крылья затемнённые с прозрачными пятнами. Ноги тонкие длинные, чёрные (Gastroxides ater) или красновато-коричневые (Gastroxides ornatus). Субкостальная жилка сверху и снизу в коротких щетинках, а на второй кубитальной жилке щетинки только снизу. Брюшко овально-коническое. Окраска груди и брюшка у самок чёрная или красновато-бурая. У самцов брюшко либо красное с чёрной вершиной (Gastroxides ornatus), либо только второй тергит брюшка красный (Gastroxides ater). Гипопигий самцов сильно сжат с боков.

## Биология
Биологические особенности слабо изучены. Описание образа жизни личинок приводится только у вида Gastroxides ater. Личинки, по-видимому, хищники. Тело желтовато-белого цвета, размером около 24 мм. Личинка может долго обходится без пищи. Развитие происходит в дуплах деревьев. Куколка чёрноватая, около 22 мм. Стадия куколки длится шесть дней. Имаго появляются в июне и июле. В год формируется одно поколение.

## Классификация
Род Gastroxides включают в трибу Rhinomyzini. Несколько видов, описанные в этом роде (Rhinomyza atricinctus (Schuurmans Stekhoven, 1928), Gressittia fuscus (Schuurmans Stekhoven, 1926), Gressittia aterrima (Schuurmans Stekhoven, 1926) и Gressittia fusca (Schuurmans Stekhoven, 1926)), перенесены в другие роды. Наиболее близим родом считают Rhinomyza, от которого отличается строением усиков и щупиков. В составе рода рассматривают три вида:
- Gastroxides ater Saunder, 1841typus[1]
- Gastroxides ornatus (Bigot, 1859)
- Gastroxides shirakii Ouchi, 1939

## Распространение
Ареал рода охватывает Индию (Западная Бенгалия, Бихар, Тамилнад, Уттар-Прадеш), Шри-Ланку и западный Китай (Фуцзянь).